# Nocturnal Rites
I Nocturnal Rites sono un gruppo musicale power metal svedese nato nel 1990 a Umeå.

## Storia
La band, partita sotto il nome di Necronomic, ha prodotto per lo più brani di genere Heavy Metal come si può ascoltare sulla loro demo "The Obscure" del 1991. Ciò ha attirato l'attenzione di alcune etichette indipendenti, rifiutate dai componenti di quella che era la allora formazione nella speranza di una migliore opportunità. Nelle loro tracce del promo registrato nel 1992, il loro stile si era evoluto in un suono più melodico, con influenze in stile Iron Maiden, ma ancora con una inconfondibilmente impronta death metal.
La band inizialmente composta da Fredrik Mannberg (chitarra/voce), Tommy Eriksson (batteria) ed il bassista Nils Eriksson.
A seguito del loro cambiamento di stile però la band contattò il cantante Anders Zackrisson, la cui voce era più adatta rispetto a quella di Fredrik Mannberg per un genere che li caratterizzò in futuro quale il power metal.
Tommy Eriksson venne quasi da subito sostituito da Ulf Andersson ed aggiunsero un secondo chitarrista ingaggiando Mikael Söderström. Da questo momento si erano completamente evoluti nel suono in stile Helloween come lo si può sentire nei loro primi tre album.
Nel 1994 la band ha firmato con l'etichetta svedese Dark Age rilasciando "In a Time of Blood and Fire" in collaborazione con Megarock Records nel 1995. Dopo questo, il chitarrista Mikael Söderström ha deciso di lasciare la band ed è stato sostituito da Nils Norberg . Nonostante sia stato un sostituto del chitarrista ritmico della band, Nils Norberg ne è diventato il chitarrista solista con Fredrik Mannberg passato quasi interamente alle ritmiche. Il secondo album "Tales of Mystery and Imagination" è stato rilasciato in Giappone alla fine del 1997 e pubblicato in Europa nel marzo 1998 con Century Media portando la band in un tour europeo al fianco di band come Overkill e Angel Dust.
Il terzo album "The Sacred Talisman" è stato pubblicato nel 1999 e presenta un nuovo batterista, Owe Lingvall a causa di un infortunio alla gamba di Ulf Andersson. L'album è entrato nelle classifiche giapponesi al numero 83. Solo due settimane dopo l'uscita la band ha intrapreso un tour in Europa con Nevermore, Morgana Lefay e Sacred Steel e ha partecipato al Dynamo Open Air del 1999. Dopo questo, il cantante Anders Zackrisson è stato sostituito dall'ex frontman dei Mogg Jonny Lindqvist, ex compagno di band di Owe Lingvall. La sua voce, molto diversa da quella del suo predecessore, ha dato alla band un nuovo volto con l'album "Afterlife" pubblicato nel 2000 portandoli nuovamente in un tour europeo, questa volta al fianco degli Iron Savior.
Il 2002 è l'anno della riconferma con "Shadowland" e nel 2004 esce "New World Messiah" seguito da un tour di 6 settimane con Edguy, Brainstorm e due video rilasciati a dicembre "Awakening" ed "Against the World", entrambi prodotti dal batterista Owe Lingvall.
Nel 2005 ricorre il 10º anniversario celebrato con la riedizione dei primi due album e del materiale extra sul doppio CD "Lost in Time". La band ha anche suonato dal vivo, "Demons at the Opera", con un'orchestra di 55 elementi all'opera di Umeå. Un documentario sull'evento è stato trasmesso sulla televisione nazionale svedese.
Nello stesso anno vede la luce "Grand Illusion" con la presenza di molti ospiti tra cui Jens Johansson (Stratovarius), Henrik Danhage (Evergrey), Kristoffer W. Olivius (Naglfar), Stefan Elmgren (HammerFall) e, più sorprendentemente, il tre volte campione del mondo di sci di fondo Per Elofsson anch'egli originario della città di Umeå come la band.
Nel corso degli anni la band ha presenziato in tour con Nightwish, Gamma Ray, HammerFall e Labyrinth e suonato in festival come Wacken Open Air, Sweden Rock, Gates Of Metal, ecc.
Il 2007 vede l'uscita del loro 8º album in studio dal titolo "The 8th Sin", l'ultimo con Nils Norberg alle chitarre che, per motivi personali, ha lasciato la band dando spazio a Christoffer Rörland.
Gli anni a seguire hanno visto uno stop della band che ha portato Fredrik Mannberg e Nils Eriksson far parte della band thrash metal Guillotine, Jonny Lindqvist con i Fate's Right Band e Christoffer Rörland è entrato nei Sabaton a partire dal 2012.
Nel 2017 i Nocturnal Rites tornano sulle scene con il nuovo album "Phoenix" in uscita il 29 settembre, il primo dopo 10 anni dal loro ultimo lavoro insieme, preceduto dal singolo "A Heart As Black As Coal".

## Formazione

### Formazione attuale
- Jonny Lindqvist - voce (1999 - 2017)
- Per Nilsson - chitarra (2016 - 2017)
- Fredrik Mannberg - chitarra (1990 - 2017)
- Nils Eriksson - basso (1990 - 2017)
- Owe Lingvall - batteria (1998 - 2017)

### Ex componenti
- Nils Norberg - chitarra (1997-2008)
- Anders Zackrisson - voce (1992-1999)
- Mattias Bernhardsson - tastiere (1990-2002)
- Mikael Söderström - chitarra (1991-1995)
- Ulf Andersson - batteria (1992-1997)
- Tommy Eriksson - batteria (1991-1992)
- Christoffer Rörland - chitarra (2008-2012)

## Discografia

### Album in studio
- 1995 - In a Time of Blood and Fire
- 1997 - Tales of Mystery and Imagination
- 1999 - The Sacred Talisman
- 2000 - Afterlife
- 2002 - Shadowland
- 2004 - New World Messiah
- 2005 - Grand Illusion
- 2007 - The 8th Sin
- 2017 - Phoenix

### Demo
- 1991 - Demo 1
- 1992 - Promo 1992

### Compilation
- 2005 - Lost in Time: The Early Years of Nocturnal Rites

### Split
- 2005 - Nocturnal Rites/Falconer